# Lijst van spelers van het Zuid-Koreaanse voetbalelftal
Deze lijst van spelers van het Zuid-Koreaans voetbalelftal geeft een overzicht van alle voetballers die minimaal vijftig interlands achter hun naam hebben staan voor Zuid-Korea. Vetgezette spelers zijn in 2024 nog voor de nationale ploeg uitgekomen.

## Overzicht
- Bijgewerkt tot en met de interland tegen  Palestina op 19 november 2024.

| Naam speler      | Debuut | Laatst | Interlands | Goals |
| ---------------- | ------ | ------ | ---------- | ----- |
| Hong Myung-bo    | 1990   | 2002   | 136        | 10    |
| Cha Bum-kun      | 1972   | 1986   | 135        | 58    |
| Lee Woon-jae     | 1994   | 2010   | 133        | 0     |
| Son Heung-min    | 2010   | 2024   | 131        | 51    |
| Lee Young-Pyo    | 1999   | 2011   | 127        | 5     |
| Yoo Sang-Chul    | 1994   | 2005   | 123        | 18    |
| Kim Young-gwon   | 2010   | 2024   | 112        | 7     |
| Ki Sung-Yueng    | 2008   | 2019   | 110        | 10    |
| Kim Tae-Young    | 1992   | 2004   | 104        | 3     |
| Lee Dong Gook    | 1998   | 2017   | 104        | 33    |
| Hwang Seon-Hong  | 1993   | 2002   | 103        | 50    |
| Park Ji-Sung     | 2000   | 2011   | 100        | 13    |
| Kim Nam-Il       | 1998   | 2013   | 98         | 2     |
| Choi Soon-Hoo    | 1980   | 1991   | 95         | 30    |
| Ha Seok-Joo      | 1991   | 2001   | 95         | 23    |
| Lee Jae-sung     | 2015   | 2024   | 94         | 13    |
| Cho Young-Jeung  | 1975   | 1986   | 92         | 2     |
| Park Sung-Hwa    | 1974   | 1984   | 92         | 24    |
| Choi Jong-Duk    | 1975   | 1986   | 89         | 12    |
| Lee Chung-yong   | 2008   | 2019   | 89         | 9     |
| Seo Jung-Won     | 1990   | 2001   | 89         | 16    |
| Park Kyung-Hoon  | 1981   | 1990   | 88         | 1     |
| Huh Jung-Moo     | 1974   | 1986   | 84         | 29    |
| Lee Keun-Ho      | 2007   | 2018   | 84         | 19    |
| Seol Ki-Hyeon    | 2000   | 2009   | 83         | 19    |
| Kim Seung-gyu    | 2013   | 2024   | 81         | 0     |
| Cho Gwang-Rae    | 1975   | 1986   | 80         | 10    |
| Lee Chun-Soo     | 2000   | 2008   | 79         | 10    |
| Kim Joo-Sung     | 1985   | 1996   | 77         | 13    |
| Jung Woo-young   | 2015   | 2024   | 77         | 3     |
| Koo Ja-cheol     | 2008   | 2019   | 76         | 19    |
| Ko Jung-Woon     | 1989   | 1995   | 76         | 11    |
| Cha Du-Ri        | 2001   | 2015   | 75         | 4     |
| Kim Jin-su       | 2013   | 2024   | 75         | 2     |
| Lee Tae-Hoo      | 1980   | 1991   | 72         | 27    |
| Kim Do-Hoon      | 1994   | 2003   | 72         | 29    |
| Ahn Jung-Hwan    | 1997   | 2010   | 70         | 19    |
| Chung Young-Hwan | 1983   | 1993   | 70         | 2     |
| Lee Young-Moo    | 1974   | 1982   | 70         | 24    |
| Hwang Hee-chan   | 2016   | 2024   | 69         | 15    |
| Kim Min-jae      | 2017   | 2024   | 69         | 4     |
| Byun Byung-Joo   | 1981   | 1990   | 68         | 10    |
| Hwang In-beom    | 2018   | 2024   | 68         | 6     |
| Park Chu-Young   | 2005   | 2014   | 68         | 25    |
| Choi Yong-Soo    | 1995   | 2003   | 67         | 27    |
| Jung Sung-Ryong  | 2007   | 2016   | 67         | 0     |
| Choi Sung-Yong   | 1995   | 2003   | 66         | 1     |
| Kim Jung-Woo     | 2003   | 2011   | 66         | 6     |
| Lee Ming-Sung    | 1995   | 2004   | 66         | 2     |
| Choi Jin-Cheul   | 1997   | 2006   | 65         | 4     |
| Goo Sang-Bum     | 1988   | 1993   | 63         | 3     |
| Kim Byung-Ji     | 1995   | 2008   | 62         | 0     |
| Kim Dong-Jin     | 2003   | 2010   | 62         | 2     |
| Ui-jo Hwang      | 2015   | 2023   | 62         | 19    |
| Kim Shin-wook    | 2010   | 2021   | 61         | 7     |
| Kim Do-Heon      | 2003   | 2010   | 59         | 11    |
| Song Chong-Gug   | 2000   | 2007   | 59         | 3     |
| Kim Sang-Sik     | 2000   | 2007   | 58         | 2     |
| Kwak Tae-hwi     | 2008   | 2017   | 58         | 5     |
| Jang Hyun-soo    | 2013   | 2018   | 58         | 3     |
| Chung Hae-Won    | 1980   | 1990   | 57         | 22    |
| Yeom Ki-Hun      | 2006   | 2018   | 57         | 5     |
| Lee Yong         | 2013   | 2022   | 57         | 0     |
| Choi Young-Il    | 1994   | 1998   | 56         | 0     |
| Ji Dong-won      | 2010   | 2019   | 56         | 11    |
| Nam Tae-hee      | 2011   | 2022   | 53         | 7     |
| Kang Chul        | 1992   | 2001   | 51         | 1     |
| Kim Pan-Gaun     | 1984   | 1996   | 51         | 3     |
| Lee Eul-Yong     | 2000   | 2006   | 51         | 3     |
| Lee Young-Ji     | 1989   | 1994   | 51         | 3     |

KFA · A-internationals · Selecties · Bondscoaches · Zuid-Koreaans vrouwenelftal · Olympisch elftal · Zuid-Korea U21 · Zuid-Korea U20 · Zuid-Korea U19 · Zuid-Korea U18 · Zuid-Korea U17
1940 – 1949 ·
1950 – 1959 ·
1960 – 1969 ·
1970 – 1979 ·
1980 – 1989 ·
1990 – 1999 ·
2000 – 2009 ·
2010 – 2019 ·
2020 − 2029
WK 1954 · 
WK 1986 · 
WK 1990 · 
WK 1994 · 
WK 1998 · 
WK 2002 · 
WK 2006 · 
WK 2010 · 
WK 2014 · 
WK 2018
OS 1948 ·
OS 1964 ·
OS 1988 ·
OS 1992 ·
OS 1996 ·
OS 2000 ·
OS 2004 ·
OS 2008 ·
OS 2012 ·
OS 2016 ·
OS 2020
1948 ·
1949 ·
1950 · 
1951 · 1952 · 
1953 · 
1954 · 
1955 · 
1956 · 
1957 · 
1958 · 
1959 ·
1960 · 
1961 · 
1962 · 
1963 · 
1964 · 
1965 · 
1966 · 
1967 · 
1968 · 
1969 ·
1970 · 
1971 · 
1972 · 
1973 · 
1974 · 
1975 · 
1976 · 
1977 · 
1978 · 
1979 ·
1980 · 
1981 · 
1982 · 
1983 · 
1984 · 
1985 · 
1986 · 
1987 · 
1988 · 
1989 ·
1990 ·
1991 · 
1992 · 
1993 · 
1994 · 
1995 · 
1996 · 
1997 · 
1998 · 
1999 · 
2000 · 
2001 · 
2002 · 
2003 · 
2004 · 
2005 · 
2006 · 
2007 · 
2008 · 
2009 · 
2010 · 
2011 ·
2012 ·
2013 ·
2014 ·
2015 ·
2016 ·
2017 ·
2018 ·
2019 ·
2020 ·
2021 ·
2022 ·
2023 ·
2024
Afghanistan ·
Algerije ·
Angola ·
Argentinië ·
Australië ·
Bahrein ·
Bangladesh ·
België ·
Bolivia ·
Bosnië en Herzegovina ·
Brazilië ·
Brunei ·
Bulgarije ·
Burkina Faso ·
Cambodja ·
Canada ·
Chili ·
China ·
Colombia ·
Costa Rica ·
Cuba ·
Denemarken ·
Duitsland ·
Ecuador ·
Egypte ·
El Salvador ·
Engeland ·
Filipijnen ·
Finland ·
Frankrijk ·
Georgië ·
Ghana ·
Griekenland ·
Guam ·
Guatemala ·
Haïti ·
Honduras ·
Hongarije ·
Hongkong ·
IJsland ·
India ·
Indonesië ·
Irak ·
Iran ·
Israël ·
Italië ·
Ivoorkust ·
Jamaica ·
Japan ·
Jemen ·
Joegoslavië ·
Jordanië ·
Kameroen ·
Kazachstan ·
Kenia ·
Kirgizië ·
Koeweit ·
Kroatië ·
Laos ·
Letland ·
Libanon ·
Libië ·
Luxemburg ·
Macau ·
Malediven ·
Maleisië ·
Mali ·
Malta ·
Marokko ·
Mexico ·
Moldavië ·
Mongolië ·
Myanmar ·
Nederland ·
Nepal ·
Nieuw-Zeeland ·
Nigeria ·
Noord-Ierland ·
Noord-Korea ·
Noord-Macedonië ·
Noorwegen ·
Oekraïne ·
Oezbekistan ·
Oman ·
Pakistan ·
Palestina ·
Panama ·
Paraguay ·
Peru ·
Polen ·
Portugal ·
Qatar ·
Roemenië ·
Rusland ·
Saoedi-Arabië ·
Schotland ·
Senegal ·
Servië ·
Servië en Montenegro ·
Singapore ·
Slowakije ·
Soedan ·
Spanje ·
Sri Lanka ·
Syrië ·
Tadzjikistan ·
Taiwan ·
Thailand ·
Togo ·
Trinidad en Tobago ·
Tsjechië ·
Tunesië ·
Turkije ·
Turkmenistan ·
Uruguay ·
Venezuela ·
Verenigde Arabische Emiraten ·
Verenigde Staten ·
Vietnam ·
Wales ·
Wit-Rusland ·
Zambia ·
Zuid-Jemen ·
Zuid-Vietnam ·
Zweden ·
Zwitserland
Algerije (2014) · 
Australië (2015, 2) ·
België (2014) · 
Duitsland (2018) · 
Frankrijk (2006) · 
Griekenland (2010) ·
Mexico (2018) ·
Nigeria (2010) · 
Portugal (2022) · 
Rusland (2014) · 
Togo (2006) · 
Zweden (2018) ·
Zwitserland (2006)